# جومون سوگی

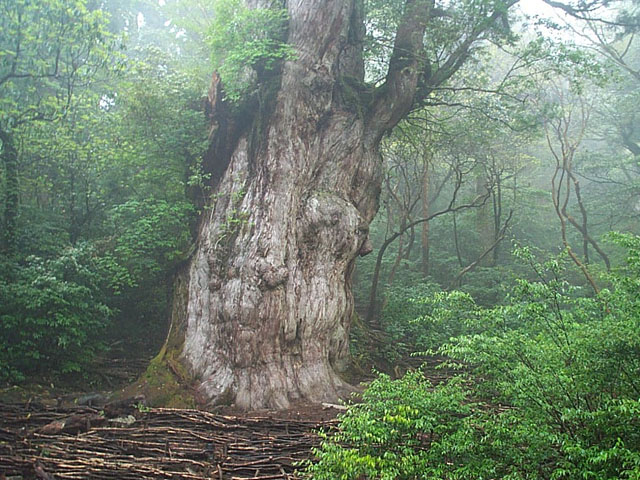
جومون سوگی در جزیره یاکوشیما، کهنسال‌ترین و بزرگ‌ترین درخت کریپتومریا جاپونیکا در جهان.

جومون سوگی (به ژاپنی: 縄文杉)، (با تلفظ Jōmon Sugi)، یک درخت کریپتومریا از خانواده سرویان است که در جزیره یاکوشیما در ژاپن جای دارد.
این درخت در میراث جهانی یونسکو به ثبت رسیده و عمر آن را میان ۲۱۷۰ تا ۷۲۰۰ سال گمانه می‌زنند. نام این درخت از به‌هم‌پیوستن واژه جومون (برگرفته از دوره جومون در تاریخ ژاپن) با سوگی (نام محلی این گونه درختان) ساخته شده‌است.

## ویژگی‌ها

جومون سوگی با ۲۵٫۳ متر بلندی و نزدیک به ۳۰۰ متر مربع حجم.

بلندی جومون سوگی ۲۵٫۳ متر (۸۳ فوت) و دور تنه آن ۱۶٫۴ متر (۵۴ فوت) است. دارای حجمی در حدود ۳۰۰ مترمکعب (۱۰۰۰۰ فوت مکعب) است که آن را بزرگترین درخت از گونه مخروطیان در ژاپن می‌کند. پژهش‌های درخت‌گاه‌شماری بدست پژوهشگران ژاپنی نشان داده‌است که عمر آن حداقل ۲۰۰۰ سال است.
جومون سوگی در کناره شمالی کوه میانورا، بلندترین قله جزیره یاکوشیما (با بلندی ۱۳۰۰ متر) قرار گرفته‌است. شناسایی این درخت در سال ۱۹۶۸ به حفاظت از جنگل‌های یوکوشیما و نیز افزایش گردشگری جزیره منجر شد که اکنون بیش از نیمی از اقتصاد آن را تشکیل می‌دهد.
برای دسترسی به این درخت، نیاز به چند ساعت پیاده‌روی از نزدیک‌ترین جاده است. از سال ۱۹۹۳ که این درخت در میراث جهانی به ثبت رسید، مسئولان محلی بازدید آن از نزدیک را ناممکن ساخته و بازدیدکنندگان باید از فاصله ۱۵ متری آن را ببینند.
در سال ۲۰۰۵، خرابکاران حدود ۱۰ سانتی‌متر از پوسته آنرا از اطراف کندند.